# Réserve naturelle de Mocsáros (Budapest)
Le Réserve naturelle de Mocsáros (en hongrois : Mocsáros természetvédelmi terület) est une réserve naturelle, située à Budapest.